# Chilocoristes fulvus
Chilocoristes fulvus es un coleóptero de la familia Chrysomelidae.
Fue descrita científicamente en 1999 por Medvedev.